# Fázistér

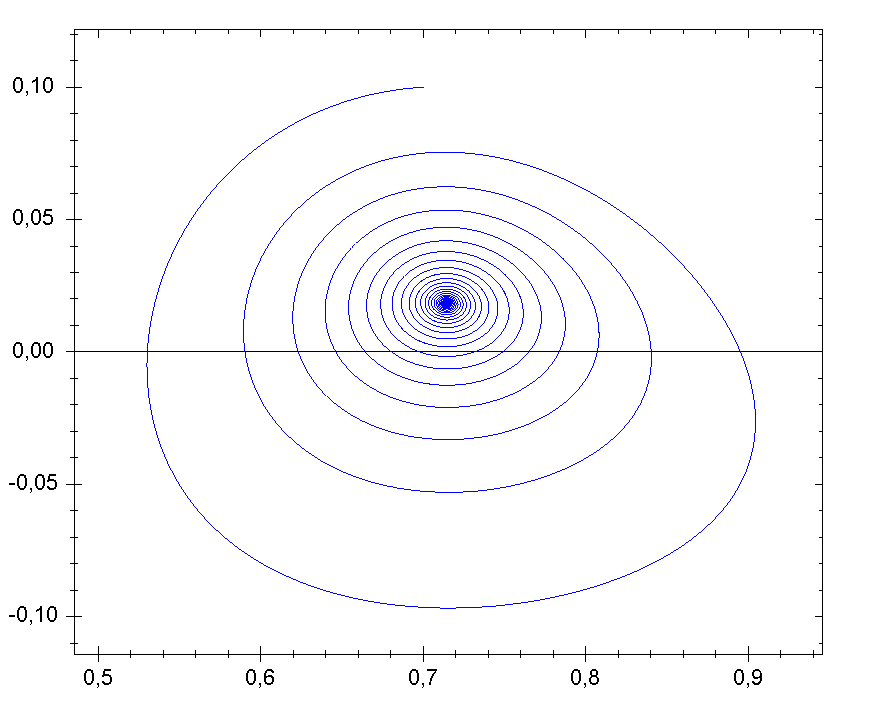
Egy dinamikus rendszer fázistere fokális stabilitással

A matematikában és a fizikában a fázistér vagy állapottér egy olyan geometriailag szemléltethető teret takar, amiben egy dinamikai rendszer összes lehetséges állapotai szerepelnek, méghozzá a rendszer minden egyes lehetséges állapota a fázistér egyetlen pontjának feleltethető meg. Lehet egy részecske helye és sebessége; lehetnek állapothatározók, mint a hőmérséklet és a nyomás; lehetnek egymással együtt élő fajok. A fázisteret a rendszer térben és időben változó számszerű jellemzői feszítik ki. 
A dinamikai rendszerek leírhatók differenciálegyenlet-rendszerekkel, vagy iterált függvényrendszerekkel. A legalább háromdimenziós fázisterekben különös attraktorokkal kaotikus folyamatok (lásd káoszelmélet) is leírhatók.
A fázistér fogalmát Ludwig Boltzmann, Henri Poincaré és Josiah Willard Gibbs dolgozta ki a 19. század végén.

## Trajektóriák
A fázistér egy pontja leírja a rendszer pillanatnyi állapotát. A rendszer állapotának változását követve ez a pont elmozdul, és egy utat jár be. Ezt az utat trajektóriának (azaz pályának) nevezik. Ha a fázistér minden pontja rajta van egy trajektórián, akkor a rendszer ergodikus.
A trajektóriák megmutatják a rendszer további változásait. Az önmagukba záródó görbék oszcillációt jeleznek. Konzervatív rendszerekben a legtöbb trajektória ilyen. Ezekben a rendszerekben van egy megmaradó mennyiség, ami nem változik a trajektóriák mentén. A konzervatív rendszereknél jellemzőbbek a disszipatív rendszerek, amikben egy mennyiség az idő előrehaladtával folyamatosan csökken; például súrlódás következtében energiát veszít. Ezekben „vonzó állapotsorok” (pontok vagy görbék): attraktorok jelennek meg; a trajektóriák ezekhez az attraktorokhoz tartanak véges sok kiindulási pontot kivéve. A továbbiakban a rendszer viselkedését az az attraktor határozza meg, ahová jutott. (Azért nevezzük ezeket vonzóaknak, mert a rendszer pillanatnyi állapotát jellemző pont úgy mozog, mintha az attraktor gyenge mágnesként vonzaná magához - a rendszer, ha nem is nyílegyenesen, de hosszú idő elteltével valamelyik attraktorpontba vagy görbébe fog térni, legalábbis közeledni ahhoz).
Az explozív rendszerek robbanások leírására alkalmasak. Ezekben a rendszerekben a legtöbb trajektória elmegy a végtelenbe. A valóban létező fizikai vagy kémiai rendszerekben a robbanás előbb-utóbb megáll, mert nem lehet akármekkora a sebesség.
A trajektóriák kis szakaszokon közelítőleg párhuzamosan futnak. A kész fáziskép, vagy fázisportré kinagyított részletére tekintve szintén megállapítható a rendszer viselkedése. Ugyanis, ha a közel futó trajektóriák távolsága megmarad, a rendszer konzervatív; ha közelednek, disszipatív; és ha távolodnak, akkor explozív. A matematikán kívüli területekről származó modellek végső soron disszipatív rendszereket írnak le.

## Attraktorok
A disszipatív rendszerekben attraktorok keletkeznek. Az attraktoroknak több típusa is létezik.
- Pontattraktor: a rendszer stabil állapotát jelöli. Ha a rendszer elérkezik ebbe az állapotába, akkor onnan ki nem mozdul, és egy kicsit kitérítve visszatér.
- Periodikus attraktor, stabil határciklus: a rendszer ezt elérve oszcillálni kezd, periodikusan viselkedik. Lehetnek összetett periódusai is.
- Különös attraktor: a kívülről érkező trajektóriák nem lépnek bele, csak rásimulnak. Ha a rendszer az attraktoron mozog, akkor nincsenek periodikus változásai, a rendszer soha nem ismétli magát, kaotikusan viselkedik. A rendszer determinisztikus, de megjósolhatatlan; közeli pontokból kiindulva a trajektóriák exponenciálisan távolodnak egymástól. A kísérletekben azonban nem lehet tökéletesen pontosan beállítani a paramétereket. Különös attraktorok nem fordulhatnak elő háromnál alacsonyabb dimenzióban.

Egy fázistérben több attraktor is lehet. Ha több attraktor van, akkor mindegyiknek megvan a maga vonzási tartománya, medencéje. Számuk a paraméterek értékétől is függhet. Ha az egyik paraméter folytonosan változik, akkor bizonyos értékeknél a rendszer hirtelen máshogy kezd viselkedni; új attraktorok jelennek meg, régiek tűnnek el, vagy megváltozik a típusuk. Ez a változás a bifurkáció.

## Differenciálegyenlet-rendszer fázistere
Többnyire csak autonóm rendszerekkel foglalkoznak, amik közvetlenül nem függnek az időtől. Ez azonban nem jelent erős megkötést, mert minden differenciálegyenlet-rendszer autonómmá tehető egy újabb, az időre vonatkozó differenciálegyenlet hozzávételével.
Először az egyensúlyi pontokat határozzák meg, majd az egyes pontok környezetében linearizálva a rendszert meghatározzák a pontok viselkedését és típusát, majd ennek ismeretében felrajzolják a fázisportrét az egyensúlyi pontok közelében. Kétdimenziós esetben a típusok jól ismertek, és nevük is van; magasabb dimenzióban a helyzet bonyolultabb. A fázisportré elkészítéséhez ismerni kell az attraktorokat. A körülbelüli fázisportré elkészítésében felhasználják a kiegyenesítési tételt: az attraktoroktól távol a trajektóriák párhuzamosak.
Bonyolult esetekben a fázisportré úgy készül, hogy meghatározzák a trajektóriák helyi irányait egy elég sűrű ponthálózatra, berajzolják azokat a görbéket, amik mentén valamelyik paraméter állandó, végül megkeresik az egyensúlyi pontokat és a többi attraktort.

## Klasszikus mechanika
A klasszikus mechanikában a Hamilton-egyenlet meghatározza bármely pont/test mozgását. A Hamilton-egyenlet az általános helykoordináták és az impulzuskoordináták függvénye, vagyis: H(q,p). Ez a háromdimenziós térben, 3+3 helyfüggő adatot igényel, plusz a kezdeti feltételek. Ezt a 6 adatot, mely leírja a mozgást, ábrázolhatjuk egy hatdimenzós koordináta-rendszer egy pontjaként. Ezt néha fázisgörbének vagy fázisdiagramnak hívják, bár ezt a kifejezést gyakrabban használják kémiai rendszerek termodinamikai állapotainak leírásakor.